# Josep Espí i Ulrich
Josep Espí Ulrich (Alcoi, 26 de desembre del 1849 - València, 13 de juliol del 1905) va ser compositor i músic.

## Biografia
Va ser escolanet de cor al seu poble natal, i hi aprengué orgue amb Josep Jordà i Valor. Quan tenia quinze anys, la seva família es traslladà a València, on estudià al col·legi dels jesuïtes i amb el mestre Salvador Giner i Vidal. Posteriorment exercí d'organista, mestre de capella i professor de piano al col·legi de Sant Josep, dels jesuïtes, a València (1872-1883). També va ensenyar a Madrid.
Com a compositor, fou autor de música sacra, òperes, composicions orquestrals, peces per a piano i cançons. A partir de traduccions al castellà fetes de Teodor Llorente, Espí posà música a poemes de Schiller, Goethe, Heine, Lord Byron, Alphonse de Lamartine, Alfred de Musset i Victor Hugo. Tingué molta fama en vida, i hom l'arribà a anomenar el "Schubert espanyol". Gran part del seu fons es conserva a la biblioteca del Real Conservatorio de Música de Madrid.
Fou escollit acadèmic de la Real Academia de Bellas Artes de San Fernando el 1879. Més modernament, l'ajuntament d'Alcoi convocà en honor seu el Premi de música "José Espí Ulrich".

## Obres
- Allegretto caprichoso
- Amorosas, colección de Poesías de Siete Autores (1876), recull de cançons
- Anselmo Aracil (1891), primer pas-doble fester conegut
- Aurora: ópera española en tres actos y cinco cuadros (1895), llibret d'Aquilino Juan Ocaña
- Canto del moro, per a orquestra
- Cuadrito, per a piano
- Gavota de concierto (1880)
- Himno a San Jorge
- Marcha religiosa, op. 9 (1873), per a orquestra i adaptació per a piano
- Misa a tres voces y coro
- Misa fácil (en sol) para niños a solo, dúo y coro, con acompañamiento de piano y harmonium (ad libitum), op. 4 (ca. 1879)
- O Cor voluptas coelitum, per a veu sola
- O Sacrum convivium (ca. 1879), motet per a veus soles
- Polka, per a piano
- Polonesa de concierto
- Qué bella eres, plegaria a la Santísima Virgen, lletra de Facundo Domínguez Reig, per a veu sola
- El recluta: ópera española (1895). Inicialment escrita com a sarsuela amb llibret d'Antoni Chocomeli a partir d'un poema de Teodor Llorente (1887)
- La reconquesta de València pel rei En Jaume I (1875), simfonia per a septet
- Salmodia solemne para órgano, op. 5 (1880)
- Serenata española : nº 2, op. 52, compuesta y arreglada para violin, piano y armonium (ad libitum) (1873)
- Stabat Mater (1869), premi de la "Sociedad Valenciana de Amigos del País" (1871)
- El valiente: Gran Vals, per a piano
- La vergonzosa: mazurca
- Verso de 2º tono, per a orgue
- Verso de 3º tono, per a orgue
- Verso de 6º tono, per a orgue
- Verso de 7º tono, per a orgue
- Walí, Walí, goigs a Sant Jordi, que cada any s'interpreten a Alcoi en el tridu previ a les festes de moros i cristians

- Misa a tres voces y coro (inèdita)
- La promesa, òpera (inèdita)  llibret d'Aquilino Juan Ocaña.

## Cançons
Cançons arranjades per Ernesto Palermi, i publicades entre el 1878 i el 1880 en edició bilingüe castellà-italià:
Arabescos, op. 16, poesia de Teodor Llorente; Ay madre, op. 19; Bienaventurados los que creen, op. 35; Brisas y flores, op. 34; La cuna vacía, op. 18; La Hermana de la Caridad, op. 26; La infancia, op. 29; Lázara, op. 20 poesia de Victor Hugo en versió castellana de Teodor Llorente; La muerte del pajarillo, op. 25; Nevando, op. 37; El niño ciego, op. 30; La ola, op. 21 poesia de Goethe en versió castellana de Teodor Llorente; El pescador, op. 24 poesia d'Espronceda; Plegaria, op. 22; El poeta, op. 31 poesia d'Espronceda; El recluta, op. 36 i El recuerdo, op. 23, poesies de Teodor Llorente; Serenata española, op. 27; Su desventura, op. 28; La tortolilla, op. 15